# Włodzimierz Całka
Włodzimierz Janusz Całka (ur. 9 lutego 1954, zm. 6 czerwca 2014) – polski samorządowiec, burmistrz Bemowa w latach 2002–2006.

## Życiorys

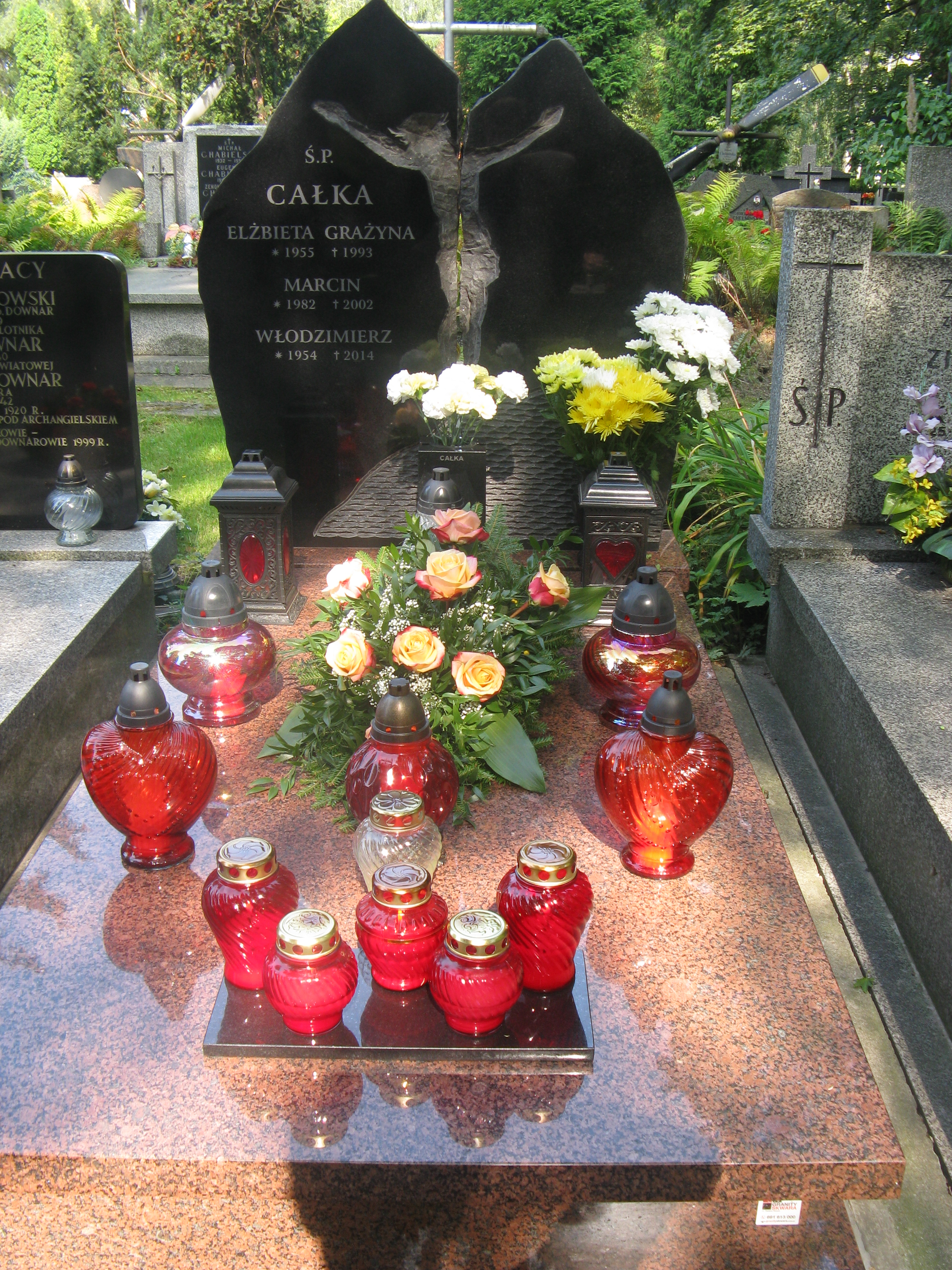
Grób samorządowca Włodzimierza Całki na Cmentarzu Wojskowym na Powązkach w Warszawie

Ukończył studia na Wydziale Prawa i Administracji Uniwersytetu Warszawskiego, studiował również podyplomowo zarządzanie zasobami ludzkimi w Wyższej Szkole Przedsiębiorczości i Zarządzania im. Leona Koźmińskiego.
W 1983 objął funkcję przewodniczącego rady osiedla Bemowo IV Spółdzielni Mieszkaniowej „Wola”, następnie był członkiem jej Rady Nadzorczej. W 1994 po raz pierwszy wybrany w skład Rady Gminy Bemowo z listy Sojuszu Lewicy Demokratycznej, reelekcję uzyskał w 1998. W latach 1998–2002 pełnił obowiązki wiceburmistrza koalicji SLD–Unia Wolności, a w 2002 objął funkcję burmistrza dzielnicy Warszawa Bemowo, którą sprawował do 2006. W 2006 założył Warszawskie Porozumienie Samorządowe „Nasze Miasto”, które wystawiło swoje listy w wyborach do Rady Dzielnicy Bemowo i Rady Warszawy. Kandydował w wyborach na prezydenta Warszawy, uzyskując w I turze 0,62% głosów. W wyborach w 2010 uzyskał reelekcję na radnego dzielnicy Bemowo z listy Wspólnoty Samorządowej „Nasze Miasto”.
Od 2000 był członkiem SLD, jednak po incydencie z 2001, gdy policja zatrzymała go podczas jazdy pod wpływem alkoholu, zrezygnował z członkostwa. Później należał do Stronnictwa Demokratycznego, był członkiem zarządu głównego tej partii.
Był laureatem Warszawskiej Nagrody Samorządowej (2004).
Zmarł po długiej chorobie nowotworowej. Pochowany został na Cmentarzu Wojskowym na Powązkach w Warszawie (kwatera 14C-8-6).